# Carlos Luis Spegazzini
Carlos Luis Spegazzini o Carlo Luigi Spegazzini (20 d'abril de 1858 a Bairo, Itàlia - 1 de juliol de 1926 a La Plata, Argentina) va ser un botànic i micòleg ítalo-argentí.
En la seva dilatada carrera, va descriure més de 2900 (2769 fanerògames) noves espècies per a la ciència pertanyents a diverses famílies de plantes i fongs.

## Biografia

### Formació a Itàlia
Carlos Luis Spegazzini va fer la seva formació acadèmica a Itàlia. Entre 1876 i 1879 va concórrer a la Reial Escola de Viticultura i Enologia de Conegliano, on es va especialitzar en l'estudi de fongs, sota la tutela del reconegut micòleg italià Pietro Andrea Saccardo. Les seves primeres publicacions van discórrer sobre els fongs parasitaris de la vinya, i els basidiomicots i algunes varietats d'ascomicots comuns al nord d'Itàlia.

### Emigració a l'Argentina
Una vegada finalitzats els seus estudis, Spegazzini viatja cap a Sud-amèrica l'any 1879 amb la intenció d'abordar l'estudi dels fongs de la regió. Després d'una breu estada al Brasil, on se li impossibilita romandre a causa d'una epidèmia de febre groga que afectava a aquest país, marxa cap a finals d'any a l'Argentina.
L'any 1880 és incorporat al Gabinet d'Història Natural de la Facultat de Ciències Exactes i Naturals (UBA) de la Universitat de Buenos Aires, on publica els seus primers treballs en els Annals de la Societat Científica Argentina, sent el seu primer fong descrit l'Agaricus platense.
L'any 1881 participa de l'expedició ítalo-argentina Bove a la Patagònia, arribant fins a Terra del Foc, on descobreix i cataloga 1108 espècies, de les quals 461 eren fongs donats a conèixer en dos treballs titulats Fungi Fuegiani de 1888 i Fungi Argentini de 1898.
El naufragi de la corbeta que traslladava als científics pel Cap d'Hornos l'obliga a rescatar el seu herbari i el seu quadern de notes portant-los nadant fins a la costa. La contingència li dona la possibilitat de conèixer les cultures indígenes de Terra del Foc i aprendre les llengües de la zona, en lo que es basa per escriure un compendi de gramàtica alakaaluf.

### Retorn a La Plata
Després del seu retorn de Terra del Foc, Spegazzini va integrar la comissió encarregada de definir l'emplaçament de la nova capital de la província de Buenos Aires, La Plata; on estableix definitivament la seva residència des de 1884, participant de la fundació de la Universitat Provincial de la Plata (des de 1905 Universitat Nacional de la Plata). Allí exerceix com a docent en Ciències Naturals, Agronomia, Química i Farmàcia i crea el Jardí Botànic i Arboretum de la Facultat d'Agronomia. També organitza i supervisa la plantació d'arbres en el Passeig del Bosque de la naixent ciutat.

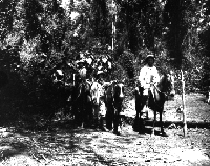
Imatge d'una de les expedicions en les quals va participar Carlos Spegazzini

Posteriorment, Carlos Spegazzini va integrar més de 20 expedicions amb finalitats científiques per Argentina, Xile, Brasil i Paraguai.
La seva col·lecció, dividida entre l'Herbari del Ministeri d'Agricultura i la seva col·lecció particular, va aconseguir de contenir al voltant de 4000 varietats de fongs sud-americans; entre ells 2000 espècies noves de l'Argentina, 1000 de Xile, i 600 de Brasil i el Paraguai, amb un total de 180 gèneres nous. Per veure la magnitud de la seva tasca, cal pensar que, previ a les seves investigacions al país, la flora micològica argentina comptava amb menys de 50 espècies conegudes. Per aquesta raó, Spegazzini és considerat un dels micòlegs més reconeguts del món en la seva època.
L'any 1924 edita la Revista Argentina de Botànica, de la qual apareixen 4 nombres, redactats exclusivament per ell.

### Llegat
En el seu testament declara al Museu de Ciències Naturals de la Plata hereu de casa seva, les seves col·leccions i el seu instrumental científic, amb el propòsit que fos fundat un institut de botànica que portés el seu nom. És resultat d'aquesta voluntat l'Institut Carlos Spegazzini, obert el 1930, continuant fins al present. Així mateix, des de 1947 porta el seu nom el Museu de Botànica i Farmacologia de la Universitat Nacional de la Plata.

## Reconeixement
En homenatge a Carlos Spegazzini han estat anomenades nombroses espècies de plantes i fongs, entre ells el cactus Rebutia spegazziniana i Mimosa spegazzini.
El recorden igualment la Glacera Spegazzini en el Parc Nacional Los Glaciares, Santa Cruz; i la localitat de Carlos Spegazzini, confrontant a Ezeiza, a la província de Buenos Aires. També té carrers amb el seu nom en diverses ciutats argentines.

## Obra
- Fungi Patagonici. Spegazzini, Carlos. Ed. Buenos Aires, P. I. Coni, 1887. Va contribuir New York Botanical Garden
- Plantae novae v. criticae Reipublicae Argentinae. [Decas III]. Spegazzini, Carlos. Ed. La Plata, Solá, Sesé i Cia. 1897. Va contribuir New York Botanical Garden
- Stipeae Platenses / auctore Carolo Spegazzini. Spegazzini, Carlos. Ed. Montevideo: Establiment tipus-litogràfic Oriental, 1901. Va contribuir New York Botanical Garden
- Flora de la Província de Buenos Aires. [Tom 1]. Spegazzini, Carlos. Ed. Buenos Aires: M. Biedma è Fill, 1905. Va contribuir New York Botanical Garden
- Contribución al estudio de la flora del Tandil, per C. Spegazzini. Spegazzini, Carlos. Ed. La Plata, 1901. Va contribuir New York Botanical Garden
- Fungi Fuegiani. Spegazzini, Carlos. Ed. Buenos Aires. P.E. Coni, 1887. Va contribuir New York Botanical Garden
- Fungi Puiggariani. Spegazzini, Carlos. - Joan Ignasi Puiggarí i Iglésias. Ed. Buenos Aires, Impr. de P.I. Coni, 1889. Va contribuir New York Botanical Garden
- Flora de la província de Buenos Aires. Spegazzini, Carlos. 1905
- Cactacearum Platensium Tentamen. En: An. del Museu Nacional de Buenos Aires. 3ª ed, vol. 4 : 477?521, online